# 장 시메옹 샤르댕
장 시메옹 샤르댕(Jean Siméon Chardin, 1699년 11월 2일 - 1779년 12월 6일)은 18세기 프랑스의 화가이다.

## 생애
샤르댕은 1699년 파리에서 목수인 아버지 장과 어머니 잔 프랑스와스 사이에서 태어났다. 세례명 시메옹이며, 간간히 장-바티스트로 작품에 서명을 남겼다. 그는 일찍부터 그림그리기에 관심과 재주을 보여 그의 아버지는 아들을 미술학원 상-뤽 아카데미 (Saint-Luc Académie)에 보낸다. 시메옹은 여기서 색채를 섞고 칠하는 나름대로의 고유한 기술을 익히게 되며, 이 화법은 후에 샤르댕의 작품에서 역력히 그 흔적을 남기게 된다. 미술학원에서 장인 자격증을 취득한 후, 샤르댕은 아직 화가로서의 자신의 부족한 점을 깨닫고 여러 군데 사설학원의 실습과정에 등록하여 화법을 개선하는 데 노력한다.
1728년 젊은 화가들의 전시회에 샤르댕은 여러 작품을 출품하여 화단의 주목을 받게되며, 이를 계기로 같은 해 9월 25일 예술 아카데미에 자신의 작품을 선을 보여 곧바로 분과회원으로 가입된다. 회원가입에서 샤르댕은 동물과 과실의 기교화가라는 별명을 얻게 되지만, 그의 작품은 실제로 이 지칭과는 조금 동떨어져 있다.

## 작품경향과 영향
세잔이 말년에 인상주의 화풍에서 점차 멀어지면서 중점적으로 정물화를 (약 200여 점) 그린 것은 잘 알려져 있다. 물론 세잔은 아직 인상주의 화가 마네와 사실주의 화가 쿠르베의 영향 밑에서 세잔 고유의 정물화 세계를 발견하였지만, 역사적으로 세잔의 정물화는 샤르댕의 정물화 없이는 생겨날 수 없었다. 1860년에 에콜 프랑스 (L'Ecole française)에 총 41점의 샤르댕의 정물화와 인물화가 전시됨으로써 처음으로 샤르댕의 작품세계를 한눈에 볼 수 있는 계기가 마련되었다. 여기에서 19세기 중반의 프랑스 화가들 프랑수아 보뱅, 필리프 루소, 앙투안 볼롱 등이 적지 않은 감화를 받은 것으로 알려져 있다. 1863년 공쿠르 형제가 예술잡지 가제트에 샤르댕에 관해 논문을 발표함으로써 샤르댕은 19세기 말에 프랑스 화단에서 재발견 및 평가되었으며, 특히 루브르 박물관에서 샤르댕의 작품 구입에 결정적인 동기를 주었다.

## 대표작
그의 입선작 <붉은 가오리>는 주제는 빈약하나, 강렬한 색채와 미묘한 구성이 그 위대성을 나타낸 작품이다. 그 후 그는 성실과 정적에 가득 찬 프랑스 사람들의 가정 생활을 그렸다. 필치는 면밀하고 무게가 있으며, 화면은 기름지고 풍부하여 신비로운 아름다움을 풍긴다. 색채도 교묘히 사용하여 명암의 색조를 아름답게 표현하였다. 작품에는 <아침 기도> <가르다의 성> 있다.

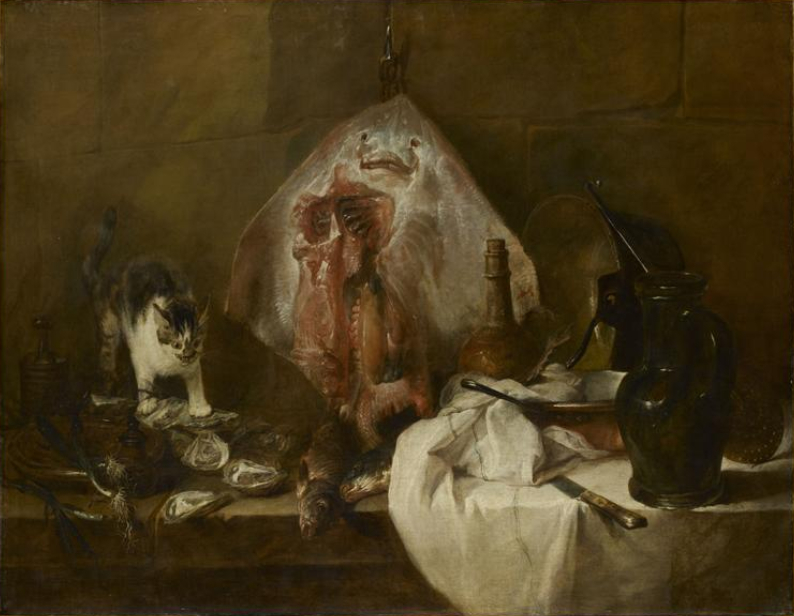
La Raie
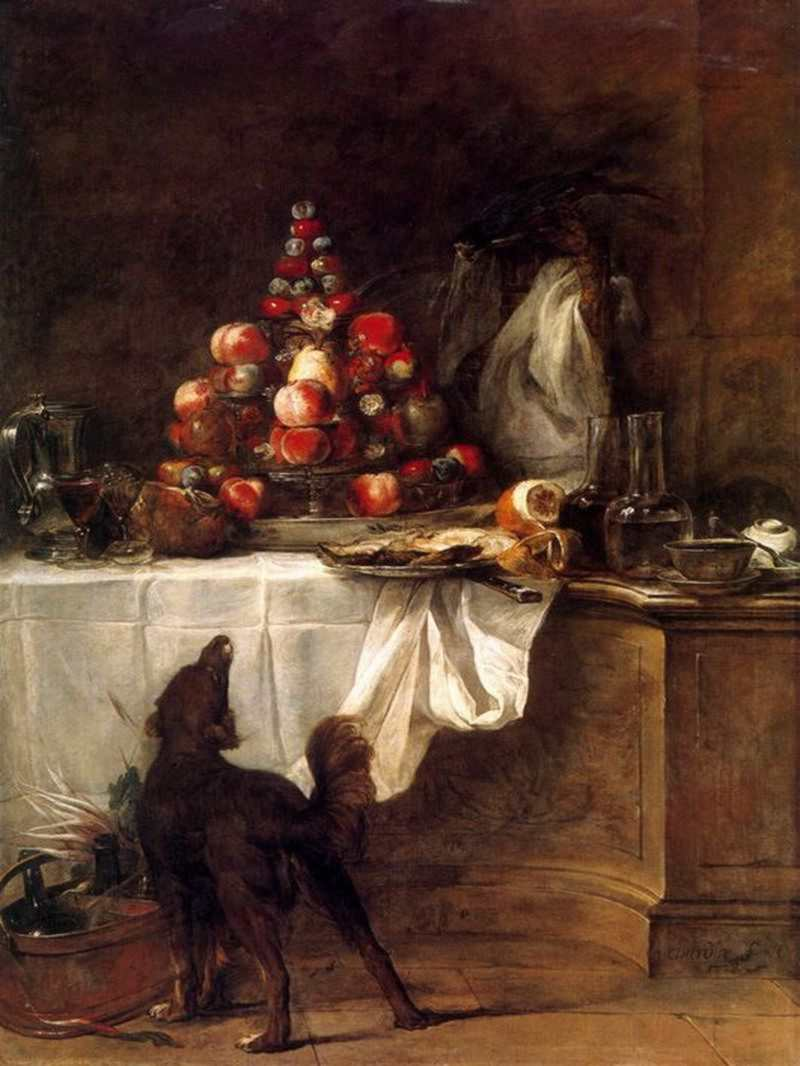
Le Buffet
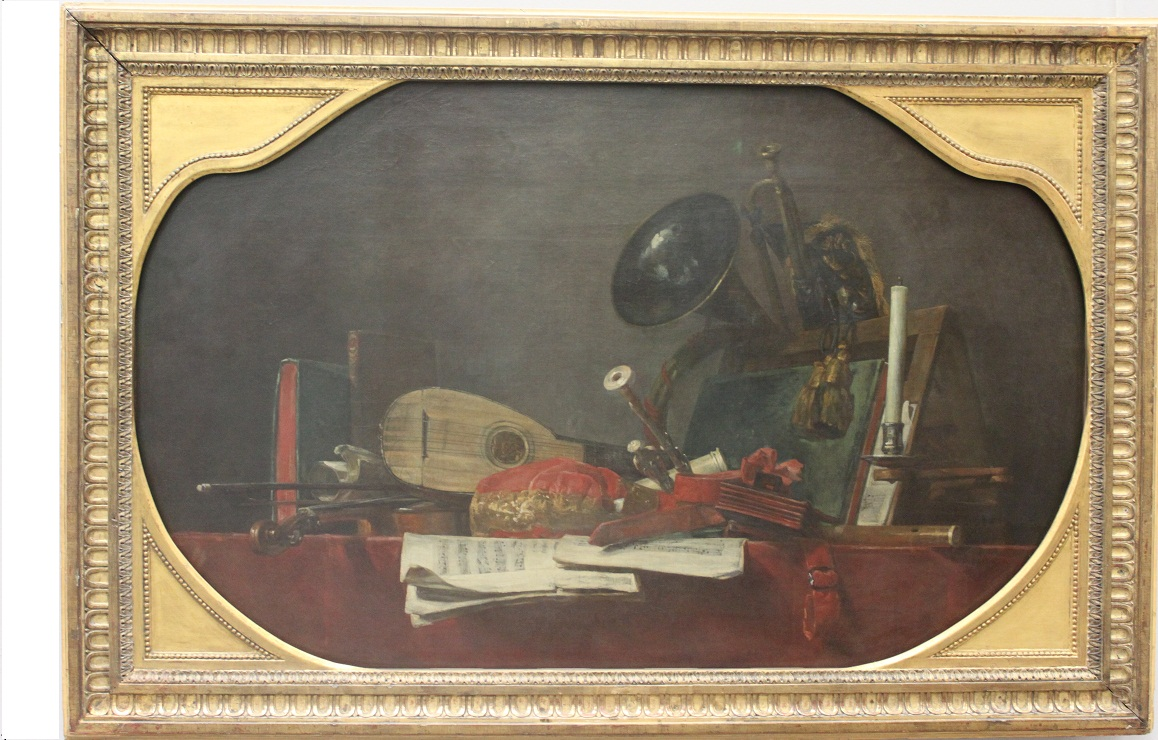
Allegory of Music, Arts and Science

## 읽어보기
- 공꾸르 형제, 가제트 예술잡지 (Gazette des Beaux-Arts), 15 (1863년), p. 514-533; 16 (1864년), p 144-167.